# 神足神社
神足神社（こうたりじんじゃ）は、京都府長岡京市東神足にある神社。式内社（小）で、旧社格は村社。当社は「神の足」と表記することから「足の神様」とも呼ばれる。

## 祭神
- 主祭神 - 天神立命、舎人親王[注 1]

## 歴史
当社の詳しい創建年代は不明であるが、文徳天皇の斉衡元年（854年）には国の官社とされているのでそれ以前の創建であろう。
延喜式に記載されている式内社で、神足村の産土神を祀る。乙訓十九座の一つであり神足神社（こうだにのじんじゃ）と呼ばれていた。
また、当社には「桓武天皇の夢」として次のような伝説が残っている。 田村（神足村の旧名）の池に天から神が降り立ち、宮中を南から襲おうとした悪霊を防いでおられた夢を見られたという。天皇は目覚められ、田村にこの神を祭る社を建てさせると太刀と絹を秘蔵させた、という。これ以後、この社は「神足神社」と名付けられ、田村は「神足村」と呼ばれるようになったといわれる。
12世紀には小野宮領内荘園「神足園」にあったという。
1872年（明治5年）に東海道本線を建設する際に現在地に移された。
1877年（明治10年）には村社に列せられている。
当社の南西には勝竜寺城があるが、当社のすぐ南には勝竜寺城の土塁・空堀（長岡京市指定史跡）が残されおり、神足公園として整備されている。そもそも、現在当社があるこの地には神足屋敷とも呼ばれた神足城があったが、元亀2年（1571年）に勝竜寺城に細川藤孝が入って大改修をした際に勝竜寺城に取り込まれている。

## 境内
- 本殿
- 拝殿
- 神饌所
- 神庫
- 社務所

### 摂末社
- 野神天神

## 所在地
- 京都府長岡京市東神足2-5

## アクセス
- JR京都線 長岡京駅より徒歩約10分